# تشارلي سومنر
تشارلي سومنر (بالإنجليزية: Charlie Sumner)‏ هو لاعب كرة قدم أمريكية أمريكي، ولد في 19 أكتوبر 1930 في رادفورد في الولايات المتحدة، وتوفي في 3 أبريل 2015 في ماوي في الولايات المتحدة.

## وصلات خارجية
- تشارلي سومنر على موقع مرجع كرة القدم المحترفة.كوم (الإنجليزية)
- تشارلي سومنر على موقع قاعة فرجينيا للمشاهير الرياضية (الإنجليزية)